# Gymnoris
Gymnoris és un gènere d'ocells de la família dels passèrids (Passeridae). Tres espècies es troben a l'Àfrica, mentre que el pardal collgroc es distribueix pel sud d'Àsia.

## Taxonomia i etimologia
El gènere va ser introduït pel zoòleg anglès Edward Blyth el 1845 amb el pardal collgroc com a espècie tipus.
Aquestes espècies havien estat classificades dins del gènere Petronia seguint Dowsett & Forbes-Watson (1993); Sibley & Monroe (1990, 1993).
El nom combina les paraules dels grec antic «gumnos» que significa “nu” i «rhinos», “nas”.
Segons la Classificació del Congrés Ornitològic Internacional (versió 15.1, 2025) aquest gènere està format per 4 espècies:
- Gymnoris pyrgita - pardal de taca groga.
- Gymnoris superciliaris - pardal embridat.
- Gymnoris dentata - pardal menut.
- Gymnoris xanthocollis - pardal collgroc.